# Karim Coulibaly Diaby
Karim Coulibaly Diaby (Abidjan, 25 dicembre 1989) è un calciatore ivoriano, attaccante del Maubeuge.

## Carriera

### Club
Ha giocato nella massima serie slovacca.